# Янь Хуэй (конфуцианство)
Янь Хуэй (кит. трад. 顏回, упр. 颜回, пиньинь Yán Huí, 521 год до н. э. — 490 год до н. э.) — китайский философ — конфуцианец, любимый ученик Конфуция. В конфуцианских храмах почитается как один из «Четырёх мудрецов».

## Биография
Среди сопровождавших Конфуция трёх тысяч учеников насчитывалось от 72 до 75 тех, которых он считал способными полностью принять и понять его учение. Двенадцать из них сопровождали его постоянно. Янь Хуэй был наиболее способным из них. Семья этого последователя Конфуция происходила из княжества Лу, что находилось на территории северо-восточного Китая (ныне провинция Шаньдун). Отец Яня, Янь Ую был одним из первых учеников этого великого философа. Янь Хуэй, будучи примерно на тридцать лет младше Учителя, он стал последователем конфуцианства ещё в юном возрасте.
Дошедшие до наших дней сведения о жизни этого учёного-конфуцианца, собранные в храме Конфуция в Цюйфу, неполны, и они складываются лишь в несколько легендарных историй. Известно, например, что в период своего аскетического служения Конфуций вместе с Янь Хуэем совершил путешествие по Китаю, по царствам Чэнь и Цай. Во время одного из переходов они нашли на дороге мешок с рисом. Будучи голодным, Янь Хуэй начал варить рис и съел часть его недоваренным. Конфуций, также голодный, молча внимательно наблюдал за своим учеником. Когда же рис был готов и Янь предложил его учителю, тот объявил ему, что только что видел во сне покойного отца и пообещал ему пожертвовать часть этого риса. На это Янь ответил, что при готовке смешал рис с дорожной пылью, и поэтому он не годится для жертвоприношения.
В другой раз Конфуций стоял на холме Нан со своими учениками Янь Хуэем, Цзы Лу и Цзы Гуном. Учитель спросил у них их заветные желания, чтобы сравнить их и выбрать наиболее достойное похвалы. Выслушав Цзы Лу, Конфуций сказал: «Это говорит о твоей храбрости». Выслушав Цзы Гуна, Конфуций сказал ему: «Это говорит о твоём красноречии». Янь Хуэй же выразил такое желание: «Я хотел бы найти мудрого царя и учёного государя, которому, возможно, нужна была бы моя помощь. Я стал бы скрытно распространять среди его людей указания, как жить правильно, чтобы они соблюдали правила приличия, научились понимать музыку, чтобы у них больше не было бы забот окружать свои города защитными стенами и рвами, а свои мечи и копья переделали бы в сельскохозяйственные орудия. Чтобы они без страха могли пасти свои стада в лугах и лесах, чтобы не страдали семьи, чтобы не было вдов и вдовцов. чтобы тысячу лет они не знали катастрофы войны. Тогда моим друзьям не будет повода доказать свою храбрость и красноречие». Конфуций на это ответил: «Как замечательна эта мудрость!».

## Галерея

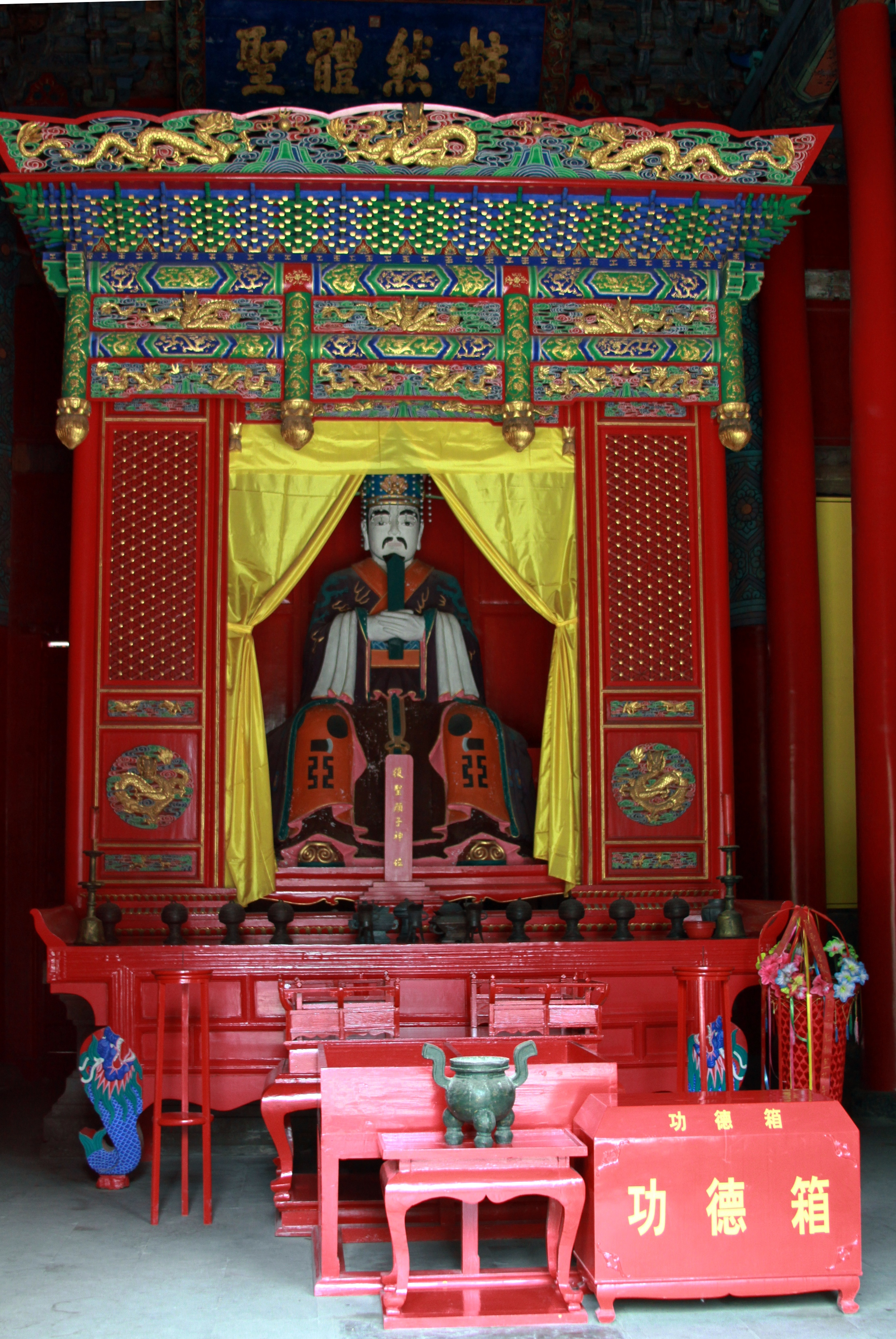
Храм с фигурой Янь Хуэя близ Цюйфу (Храма Конфуция в Цюйфу).
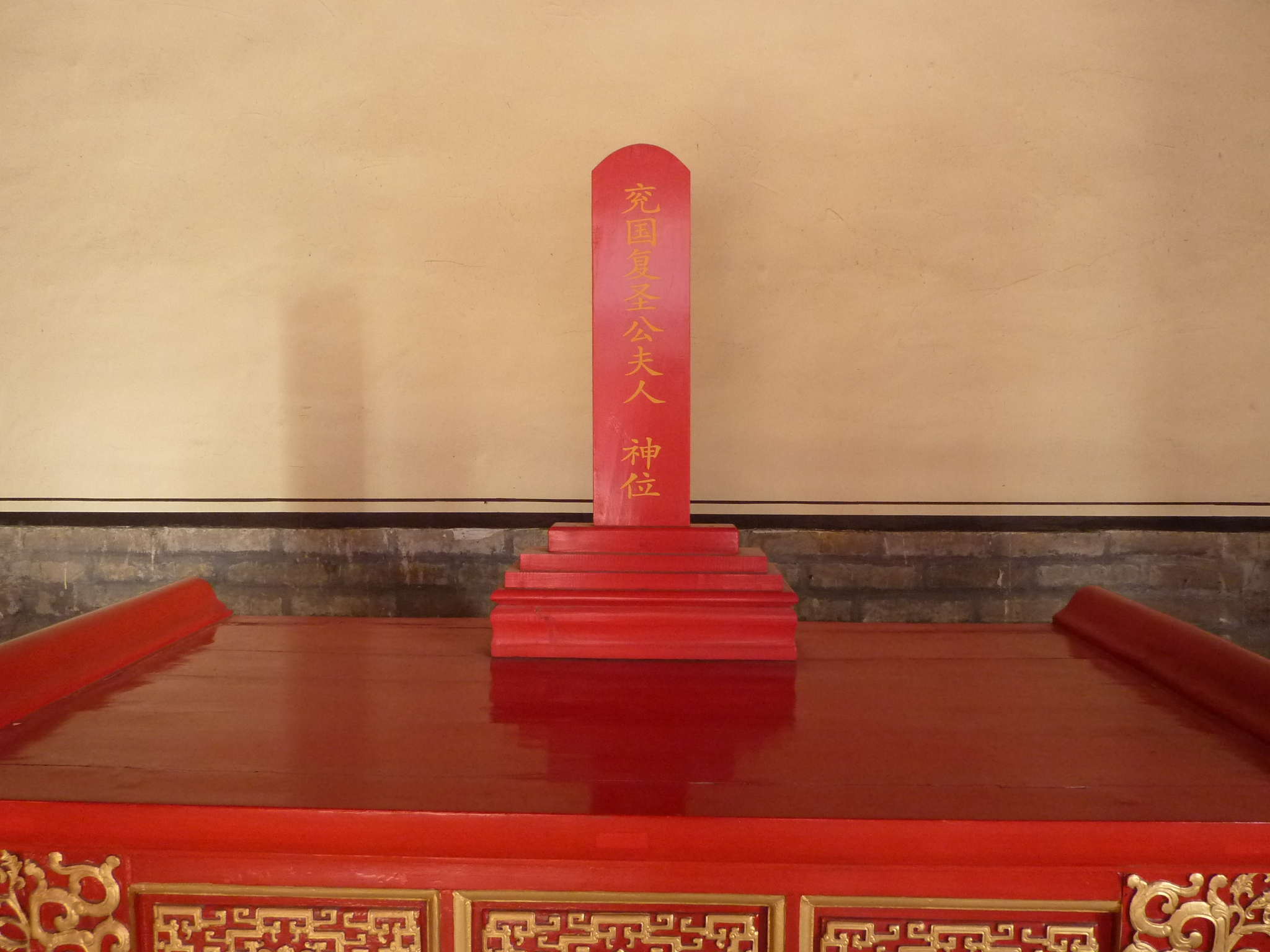
Памятная доска в честь Янь Хуэя в Цюйфу.